# Kr. Mikkelsen
Kristian Mathias Mikkelsen født Christian Mathias Michelsen (født 22. november 1845 i København (Helligånds Sogn), død 24. april 1924 i Roskilde) var en dansk skolemand, grammatiker, overlærer på Roskilde Katedralskole.
Kristian Mikkelsen var født Christian Mathias Michelsen, men foretrak skrivemåden Kr. Mikkelsen. Hans forældre var restauratør Søren Michelsen (1807-1883) og Karen Nielsen (1817-1895), og hans kone var Hansine Vilhelmine (2.7.1854-13.5.1935, født Nissen i Svendborg, død på Frederiksberg), gift i 1878.

## Karriere
- 1864 student fra Borgerdydskolen i København
- 1871 akcessit
- 1872 cand.philol.
- 1873 studium i München
- lærer ved københavnske latinskoler
- 1876 ansat ved Roskilde Katedralskole
- 1892 forfremmet til overlærer på Roskilde Katedralskole
- bestyrelsesmedlem i Filologisk-Historisk Samfund
- 1917 pensioneret, emeritus

## Udgivelser
- Latinsk Læsebog, 1878, seneste udgave fra 1998. ISBN 9788700929814
- Kr. Mikkelsen (1894), Dansk Sproglære med sproghistoriske Tillæg, København: Haase Forlag, Wikidata   Q118372187
- Haandbog i Dansk Ordføjningslære, 1911
- lærebøger i dansk sproglære for skoler og seminarier og afhandlinger i Filologisk Tidsskrift og flere dagblade.

## Sprogvidenskabsmand
Kr. Mikkelsens udgangspunkt var klassisk filologi (oldgræsk og latin samt oldtidskundskab), men hvad han er mest kendt
for på dette område, er en begynderbog i latin, som blev brugt i mere end hundrede år. Han udgav
også en nu glemt tysk begynderbog og skrev om pædagogiske spørgsmål; men Mikkelsens videnskabelige
betydning er inden for dansk sprogvidenskab.
I 1890 vandt Mikkelsen en præmie udsat af kultusministeriet for en dansk sproglære, og i 1894 udgav
han "Dansk Sproglære med sproghistoriske Tillæg" og senere en række forkortede udgaver af denne
håndbog til undervisningsbrug. I 1911 udkom en meget forøget udgave af håndbogens betydeligste
afsnit: "Dansk Ordføjningslære med sproghistoriske Tillæg. Haandbog for viderekomne og Lærere". I
disse værker er for første gang taget et virkelig stort skridt fremad fra grammatikeren
Jens Pedersen Høysgaards danske syntaks. Dels er nemlig den danske ordføjnings historiske udvikling, som Høysgaard havde ladet ligge, oplyst ved en stor mængde eksempler fra ældre danske skrifter, ligesom en sammenligning med oldnorsk ofte er foretaget. Mikkelsen har undersøgt sin nutids sprogbrug og belyst den både ved litterære citater og ved sætninger fra talesproget. Trods den noget uoverskuelige ordning af stoffet, især i den første håndbog, og trods nogle utvivlsomt fejlagtige
og ikke få tvivlsomme synsmåder må arbejdet regnes for et af de betydeligste. Formlæren derimod var
i for høj grad bygget over det klassiske grammatikskelet, uden hensyntagen til, at dansk ikke er
latin. Mikkelsens afsnit om lydlære kritiseres også for at have været forældet allerede ved
fremkomsten.

## Eftermæle
Mikkelsen har skrevet lærebøger og skrifter om pædagogiske spørgsmål. Skolehistorikeren Otto
Svanholt skriver om Kr. Mikkelsen: »Denne, hvis mangel på disciplinære evner er legendarisk, besad
omfattende kundskaber, hvad næppe nogen har draget i tvivl. Hans danske grammatik fremhæves af
autoriteter på området, som f.eks. prof. Paul Diderichsen, som et ganske dygtigt og ret
originalt arbejde, og hans latinske begynderbog fra 1878, som flere gange er blevet stærkt
omarbejdet og efter tidens krav gjort lettere, har i dette århundrede været og er endnu (dvs. 1966)
den mest anvendte, skønt der er gjort adskillige dygtige forsøg på at udkonkurrere den.«

## Latinsk Læsebog
Kr. Mikkelsens "Latinsk Læsebog" udkom i en 100-års udgave i 1978, men netop i de år var nedgangen
i latinundervisning betragtelig, og der er nu i det 21. årh. næsten ingen, der lærer latin mere.
»Mikkelsen«, som bogen blev kaldt, holdt stand til det sidste, selv om den bl.a. ikke levede op til
nutidens krav om sammenhængende tekster. Som eksempler på de løsrevne sætninger uden indbyrdes
relationer (i hvert fald ikke tiltænkte) nævnes, at der oprindelig stod en latinsk sætning, "Is et
filius ejus eandem mulierem amaverunt", der betyder: "Faderen og sønnen elskede den samme kvinde",
og den efterfølgende sætning lød: "Om denne sag fortælles også noget andet". Det har eleverne grint
meget af, men så sjovt måtte det nu heller ikke være at lære latin, så den første sætning blev
ændret til: "Faderen og sønnen roste det samme hus". — Sætningen "bliv slæbt i fængsel, røver!"
blev senere erstattet af "bliv forhørt af dommerne!" – Sådanne ikke-mundrette sætninger tjente til
at indlære bestemte områder af grammatikken, her imperativ passiv. — Et par andre eksempler til
forlystelse er: Tyranner har været og er og ville være ulykkelige. – Det er smukt at hjælpe
ulykkelige kvinder. – I har uden vrede understøttet de ulykkelige. – Duae mulieres pejores sunt
quam una = To kvinder er værre end én!

## Karikatur
Mange har glædet sig over figuren "overlærer Clausen" i Gustav Wieds romaner "Livsens ondskab" og
"Knagsted"; men det er færre, der ved, at det er overlærer Mikkelsen fra Katedralskolen, der har
stået model til figuren. I filmatiseringen fra 1972 spillede
Ebbe Rode rollen som overlærer Clausen, og Carl Ottosen spillede toldkontrollør Knagsted.